# Maude Lloyd
Maude Lloyd (16 tháng 8 năm 1908–26 tháng 11 năm 2004) là một vũ công và giáo viên múa ba lê người Nam Phi di cư sang Anh và trở thành một nhân vật quan trọng trong thời kỳ ballet đầu tiên của Anh.  Cô có một sự nghiệp thứ hai đáng kể với tư cách một nhà phê bình khiêu vũ, viết cùng với chồng dưới bút danh Alexander Bland.

## Tuổi thơ và đào tạo ban đầu
Maude Lloyd được sinh ra ở Cape Town, thành phố cực nam và là thủ đô lập pháp của Nam Phi.  Nằm trên Vịnh Table xinh đẹp, từ lâu nó đã là một trong những thành phố đa văn hóa nhất trên thế giới, đã thu hút người di cư và người định cư từ nhiều quốc gia.  Trong số đó có Helen Webb, người đến từ Anh năm 1912, đã mở trường "múa lạ mắt" của riêng mình (tức là múa ba lê cổ điển), và sau đó giới thiệu múa vào chương trình giảng dạy của Đại học Âm nhạc Nam Phi.  Do đã từng là học trò của nhà ma nổi tiếng Enrico Cecchetti ở London, Webb đã sử dụng phương pháp của Cecchetti để hướng dẫn các học sinh của mình ở Cape Town, bao gồm cả cô bé Maude Lloyd.  Sau vài năm đào tạo với Webb và biểu diễn trong các buổi biểu diễn được tổ chức tại tòa thị chính, Lloyd đã đến London với học bổng của Webb, với lời giới thiệu tới gặp Marie Rambert, một người bạn cũ của Webb và một giáo viên múa ba lê nổi tiếng trường học ở Notting Hill.  Lloyd đến Anh vào khoảng năm 1924 hoặc 1925, khi cô 16 hoặc 17 tuổi và nhanh chóng ghi danh vào trường của Rambert.  Sau một thời gian học tập trung ở đó, cô trở về Nam Phi vào năm 1927 và giảng dạy tại trường của Webb trong ba năm trước khi quyết định rằng tương lai của cô nằm ở nước ngoài.

## Sự nghiệp nhảy múa
Khi trở về Anh vào năm 1930, Lloyd là một trong những học sinh của Rambert, người đã trở thành thành viên sáng lập Câu lạc bộ Ba lê của cô, nhóm biểu diễn mà ballet Rambert sẽ phát triển.  Cô đã nhảy với nhóm này tại một số nhà hát West End và trong các chuyến lưu diễn bên ngoài London, cũng như xuất hiện trong các tác phẩm tái bản với Hội Camargo.  Từ năm 1930 trở đi, cô là một vũ công hàng đầu trong các buổi biểu diễn vào Chủ nhật thường xuyên của Câu lạc bộ Ba lê Rambert tại Nhà hát Mercury ở Notting Hill Gate.  Các thành viên khác của câu lạc bộ bao gồm các biên đạo múa mới nổi Frederick Ashton, Antony Tudor và Andrée Howard, mỗi người sẽ đáp ứng khả năng kỹ thuật của Lloyd, cũng như trí thông minh, sự thanh lịch và nhạy cảm của cô, bằng cách tạo ra vai diễn cho cô trong các tác phẩm của họ.  Thỉnh thoảng vắng mặt, nhảy múa với các công ty khác của Anh và đến thăm Nam Phi một lần nữa, vào năm 1932, Lloyd Lloyd vẫn ở lại với ballet Rambert cho đến năm 1940.  Cô theo học Pearl Argyle và Alicia Markova, nữ diễn viên ba lê đầu tiên của công ty, trong nhiều vai diễn được tạo ra của họ nhưng sớm có các vai mới của riêng mình.